# Émilie de Pellapra

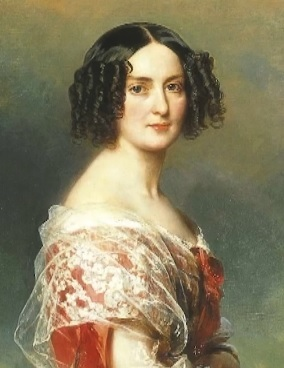
Émilie de Pellapra

Émilie Louise Marie Françoise Joséphine Pellapra (* 11. November 1806; † 22. Mai 1871 auf Schloss Ménars) war die erste Tochter Napoléon Bonapartes.
Im April 1805 lernte ihr Vater Napoléon, Kaiser der Franzosen, in Lyon ihre Mutter, Françoise-Marie LeRoy, Frau eines adligen Geschäftsmannes, Henri (de) Pellapra, kennen. Über sie und die Umstände der Beziehung ist kaum etwas bekannt.
Als Napoléon von der Schwangerschaft erfuhr, war er alles andere als überzeugt von seiner Vaterschaft, schließlich könne man als Vater immerhin noch den Gemahl in Betracht ziehen. Eine Anerkennung von seiner Seite kam für den Skandale verabscheuenden Napoléon auf keinen Fall in Frage, so wurde Monsieur Henri (de) Pellapra, vermutlich mit einer nicht zu geringen Summe Geld, überredet, das Kind als das seine anzunehmen.
Nach einigen Jahren ließ das Äußere des Mädchens keinen Zweifel mehr an Napoléons Vaterschaft: Zwar kam Émilie, im Gegensatz zu ihren Halbbrüdern Alexandre Walewski und Léon Denuelle, absolut nicht nach ihrem Vater, dafür allerdings umso mehr nach ihrer Tante Pauline Bonaparte, einer der schönsten Frauen ihrer Zeit.
Über ihren wenig spektakulären Lebensweg ist kaum etwas bekannt: Als junge Frau heiratete sie den Grafen Louis Marie de Brigode und bekam Zwillinge, doch ein Jahr nach ihrer Hochzeit starb ihr Mann. Einer der Zwillinge, Fernand (* 1. August 1827; † Oktober 1830), starb bereits früh. Der zweite, Louis Marie Henri Pierre Désiré (* 1. August 1827; † 1859), wurde Marquis von Brigode sowie Bürgermeister von Romilly. Er war mit Annette du Hallay-Coëtquen (1831–1905) verheiratet.
Später heiratete sie Joseph de Riquet de Caraman (1808–1886) Fürst von Chimay-Caraman, den belgischen Botschafter am Hofe Napoléons III. Auch ihm schenkte sie Kinder, die genaue Anzahl ist jedoch nicht bekannt. Als einziger der Bonapartes hatte ihr Onkel Jérome mit ihr Kontakt, auch ihr Halbbruder Alexandre zählte zu ihren Bekannten. Zu ihren Kindern zählen:
- Marie Therese Emilie  (* 30. April 1832; † 1851) ⚭ 15. Juni 1850 Friedrich (Frédéric) von Lagrange (1815–1883)
- Joseph Guy Henry Philippe (* 9. Oktober 1837; † 29. März 1892), 18. Prinz von Chimay

⚭ Marie de Montesquiou-Fezensac (1834–1884)
⚭ Mathilde de Barandiaran (1862–1919)
- Marie Henriette Valentin (* 15. Februar 1839; † 25. August 1914)

⚭ Paul de Bauffremont, General (1827–1893)
⚭ Georges Bibesco (Sohn von Gheorghe Bibescu) (1838–1902)
- Eugen (* 8. Januar 1843; † 1881) ⚭ Louise de Graffenried-Villars (1842–1901)

Im Alter von 65 Jahren starb Émilie de Chimay-Caraman 1871 auf Schloss Ménars, ihrem Wohnsitz.